# Chamaeleo calcaricarens
Espèce
Statut de conservation UICN

 LC  : Préoccupation mineure
Statut CITES
Chamaeleo calcaricarens, le Caméléon du Yémen, est une espèce de sauriens de la famille des Chamaeleonidae.

## Répartition
Cette espèce se rencontre en Éthiopie, en Érythrée, à Djibouti et en Somalie.

## Publication originale
- Böhme, 1985 : Zoogeographical patterns of the lizard fauna of the African subsaharan savanna belt, with preliminary description of a new chameleon. Proceedings of the International Symposium on African Vertebrates. Systematics, Phylogeny and Evolutionary Ecology. Museum A. Koenig (Bonn), vol. 4, p. 471-478.